# Vlag van Moldavië
De vlag van Moldavië (Roemeens: Drapelul Republicii Moldova) is een verticale driekleur van blauw, geel en rood. In het midden staat het wapen van Moldavië afgebeeld, om de vlag te onderscheiden van de vlag van Roemenië, die dezelfde kleuren heeft.

## Symboliek
Moldavië maakte tot aan de Tweede Wereldoorlog deel uit van Roemenië, en in de beide landen is Roemeens de officiële taal. De vlag is in gebruik sinds 12 mei 1990, toen Moldavië nog deel uitmaakte van de Sovjet-Unie, maar een herleving van het nationaal zelfbewustzijn onder de inwoners van de Unie niet meer werd tegengegaan. De kleurencombinatie verwijst dan ook naar de culturele en historische banden met Roemenië.

## Ontwerp
De vlag bestaat zoals vermeld uit drie verticale banen, net als die van Roemenië in de kleuren blauw, geel en rood. Alle banen zijn even breed. De verhouding tussen de hoogte en de breedte van de vlag is 1:2; hierin verschilt de vlag van de Roemeense, die een verhouding van 2:3 heeft.

Tot 2010 stond het wapen van Moldavië alleen op de voorkant van de vlag. De achterzijde was dus een simpele driekleur zónder wapen. Hiermee was Moldavië een van de weinige landen is met een nationale vlag die een verschillende voor- en achterzijde heeft. In 2010 werd echter een nieuwe vlagregeling ingevoerd waarin bepaald werd dat het wapen ook op de achterzijde dient te verschijnen, maar dan gespiegeld.

?Vlag van Moldavië sinds 1990
??Achterzijde van de vlag van Moldavië (1990-2010)
??Achterzijde van de vlag van Moldavië sinds 2010

Vlaggen die bedoeld zijn om verticaal te worden opgehangen hebben het wapen een kwartslag gedraaid, zodat het wapen voor de toeschouwer rechtop hangt.

## Geschiedenis
De symbolen in het wapen en de kleuren van de vlag grijpen terug op een lang verleden: het Vorstendom Moldavië gebruikte reeds een vlag met deze symbolen.

? Vlag van de Democratische Republiek Moldavië, 1917–1918
? Vlag van de Democratische Republiek Moldavië, 1917–1918

Tussen 1940 en 1991 was Moldavië een deelrepubliek van de Sovjet-Unie. De deelrepubliek heeft in die tijd enkele vlaggen gehad, waarvan de laatste op 31 januari 1952 werd ingevoerd.

? ? Vlag van de Moldavische ASSR, 1938 - 1941
? ? Vlag van de SSR Moldavië, 1941-1952 (de achterzijde van deze vlag is egaal rood)
? ? Vlag van de SSR Moldavië, 1952-1990
??Achterzijde van de vlag van de SSR Moldavië (1958-1990)

De vlag uit 1952 staat aan de basis van de vlag van Transnistrië.